# Livrarea laptelui

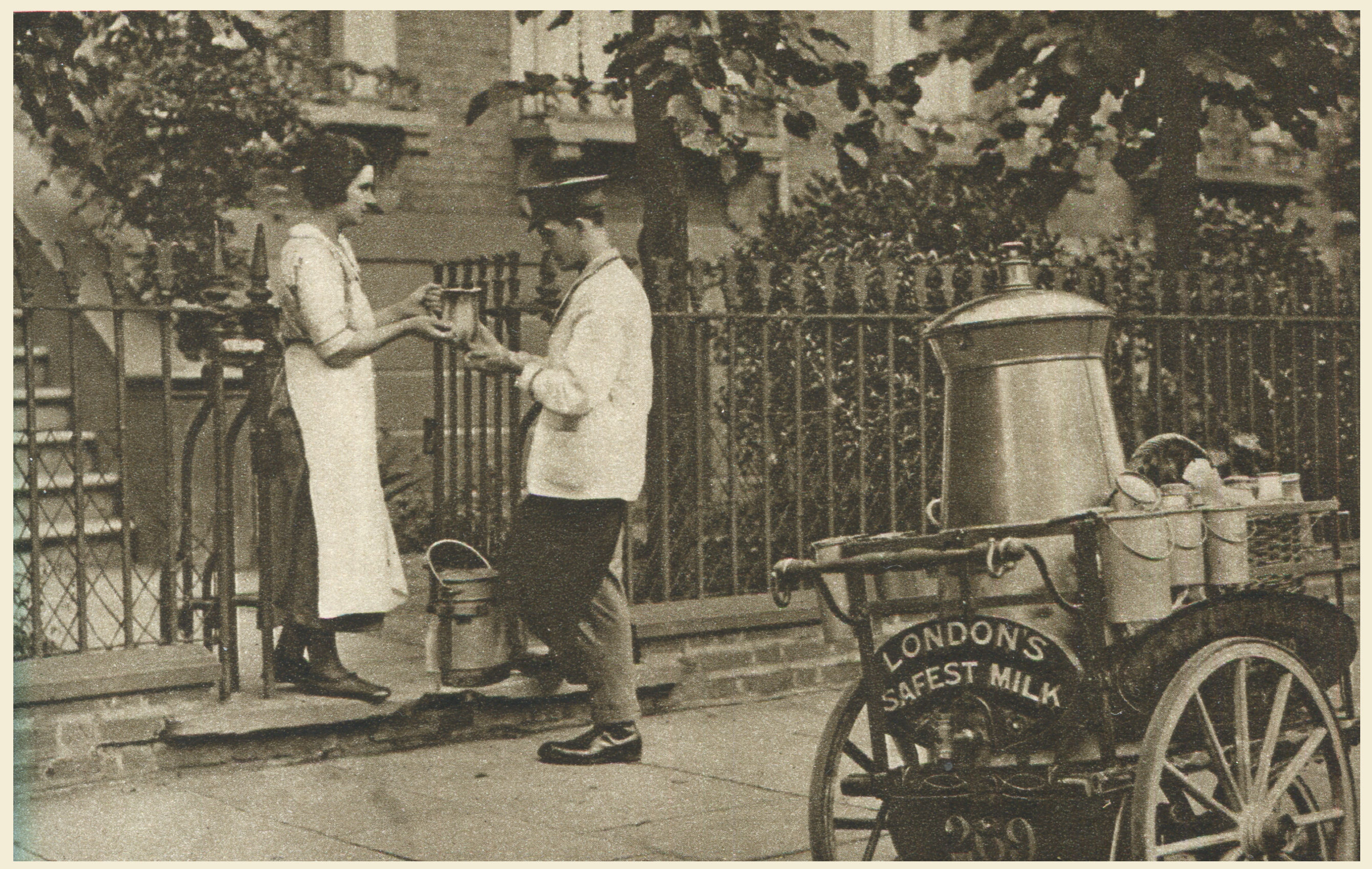
Livrarea laptelui în Londra, 1927

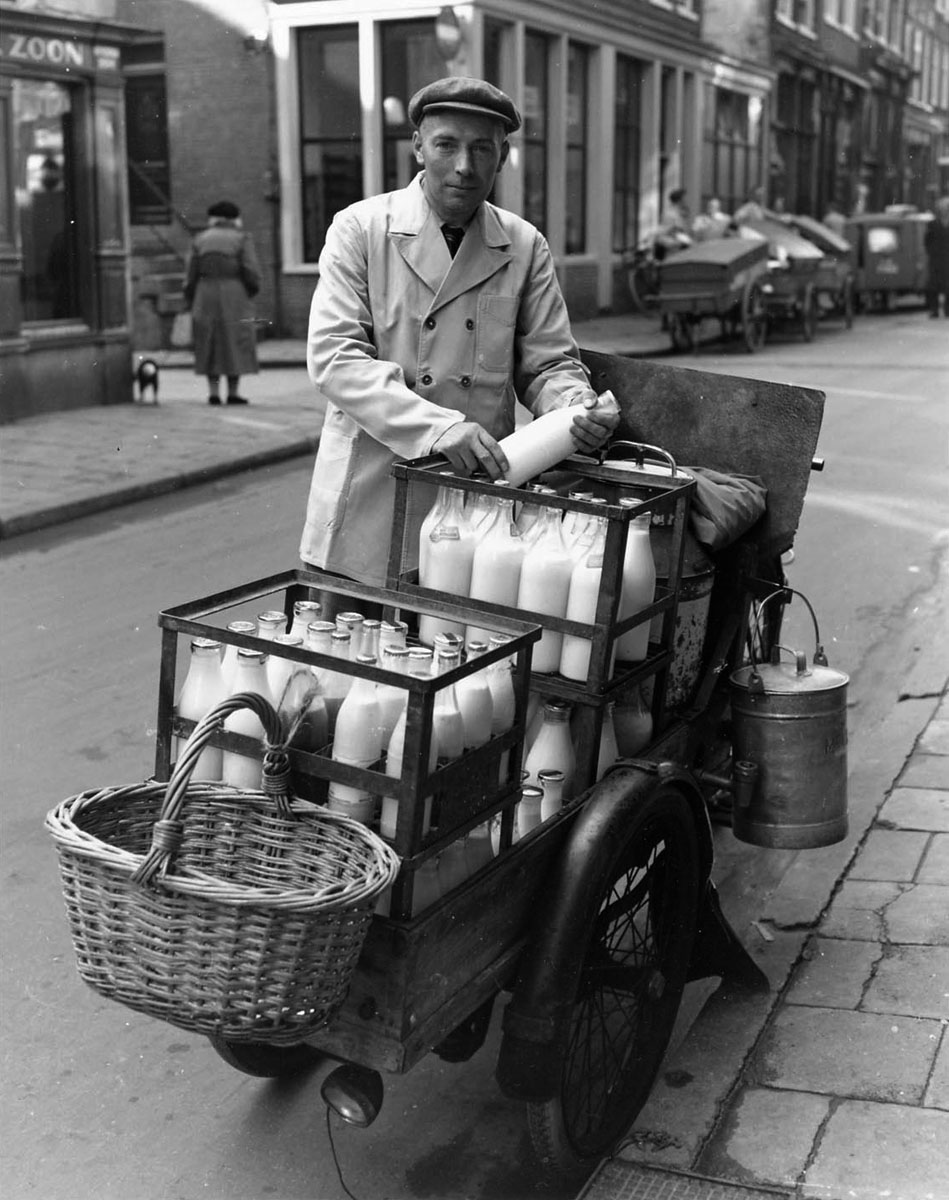
Lăptar din Țările de Jos, 1953

Livrarea laptelui este un serviciu de livrare dedicat furnizării de lapte. De obicei, acest serviciu expediază laptele în sticle sau cutii de carton, direct la domiciliul clienților. Transportul este efectuat de un lăptar, o lăptăreasă sau un distribuitor de lapte (în schimb, văcarul sau mulgătoarea se ocupă de obținerea și conservarea laptelui).

## Livrare
În unele țări, când, din cauza lipsei unei bune refrigerări, laptele se strica rapid, acesta era livrat zilnic în case. Înainte ca sticlele de lapte să fie disponibile, lăptarii luau cu ei butoaie și umpleau ulcioarele clienților înmuind o măsură în butoi. Datorită îmbunătățirii ambalajelor și introducerii mai multor frigidere și aparate de răcire în casele oamenilor, nevoia de livrare a laptelui a scăzut în ultima jumătate de secol. Aceste progrese au contribuit la declinul sau la pierderea serviciilor în multe localități, de la livrări zilnice, la doar trei zile pe săptămână sau mai puțin.
Livrările de lapte aveau loc dimineața. De asemenea, era obișnuit ca lăptarii și lăptăresele să livreze și alte produse în afară de lapte, inclusiv unt, smântână, brânză, ouă, carne și legume.
În unele zone, apartamentele și casele aveau uși mici de livrare a laptelui. Acestea erau mici dulapuri de lemn în interiorul locuinței, construite în peretele exterior, cu uși pe ambele părți. Acestea permiteau ca alimentele sau laptele să fie plasate în interiorul cutiei atunci când sunt livrate și atunci când sunt ridicate de către locuitor.

### Vehicule
Ricșele sau carele trase de cai au fost folosite pentru livrările locale încă de la începutul primei rețele de distribuție a laptelui, în jurul anului 1860. Acestea erau încă întâlnite în Marea Britanie în anii 1950 și în unele părți ale Statelor Unite, până în anii 1960. În a doua jumătate a secolului XX, au fost introduse vehiculele motorizate. Introduse pentru prima dată în 1889, vehiculele cu acumulatori au cunoscut o utilizare extinsă în 1931, iar până în 1967 au dat Marii Britanii cea mai mare flotă de vehicule electrice din lume.

## În jurul lumii

### SUA
În 1963, aproape 29,7% dintre consumatorii din SUA primeau lapte la domiciliu, dar până în 1975, numărul acestora a scăzut la 6,9% din totalul vânzărilor.
În 2005, aproximativ 0,4 % dintre consumatorii din Statele Unite aveau laptele livrat, iar o mână de companii mai noi au apărut pentru a oferi acest serviciu. Unele fabrici de lactate din SUA livrează lapte de aproximativ 100 de ani, iar interesul a continuat să crească în anii 2010 ca parte a mișcării pentru produse locale. În timpul pandemiei de coronavirus din 2020, unii lăptari rămași au văzut că cererea a crescut brusc (similar cu alte servicii de livrare de alimente) din cauza preocupărilor legate de riscul de infectare asociat cumpărăturilor din magazine.

### Asia
În India, cei care livrează lapte folosesc de obicei cilindri de lapte, o practică care a încetat în țările occidentale. Pe drum, acestea sunt puse pe orice tip de vehicul. În orașele mari, precum Mumbai, recipientele de lapte sunt adesea transportate în compartimentele de bagaje ale trenurilor locale.
În Filipine, lăptarul sau lăptăreasa se numește lechero. Tradiția provine din producția comunitară de lapte de bivol carabao, pe care lechero îl livrează proaspăt în barangay (satul) desemnat. Moștenirea lechero era practicată pe scară largă în țară, dar a scăzut după introducerea laptelui cumpărat din magazine în timpul perioadei de ocupație americană. În prezent, doar câteva comunități mai au lechero, în special în provincia Nueva Ecija, capitala laptelui din Filipine.

### Europa

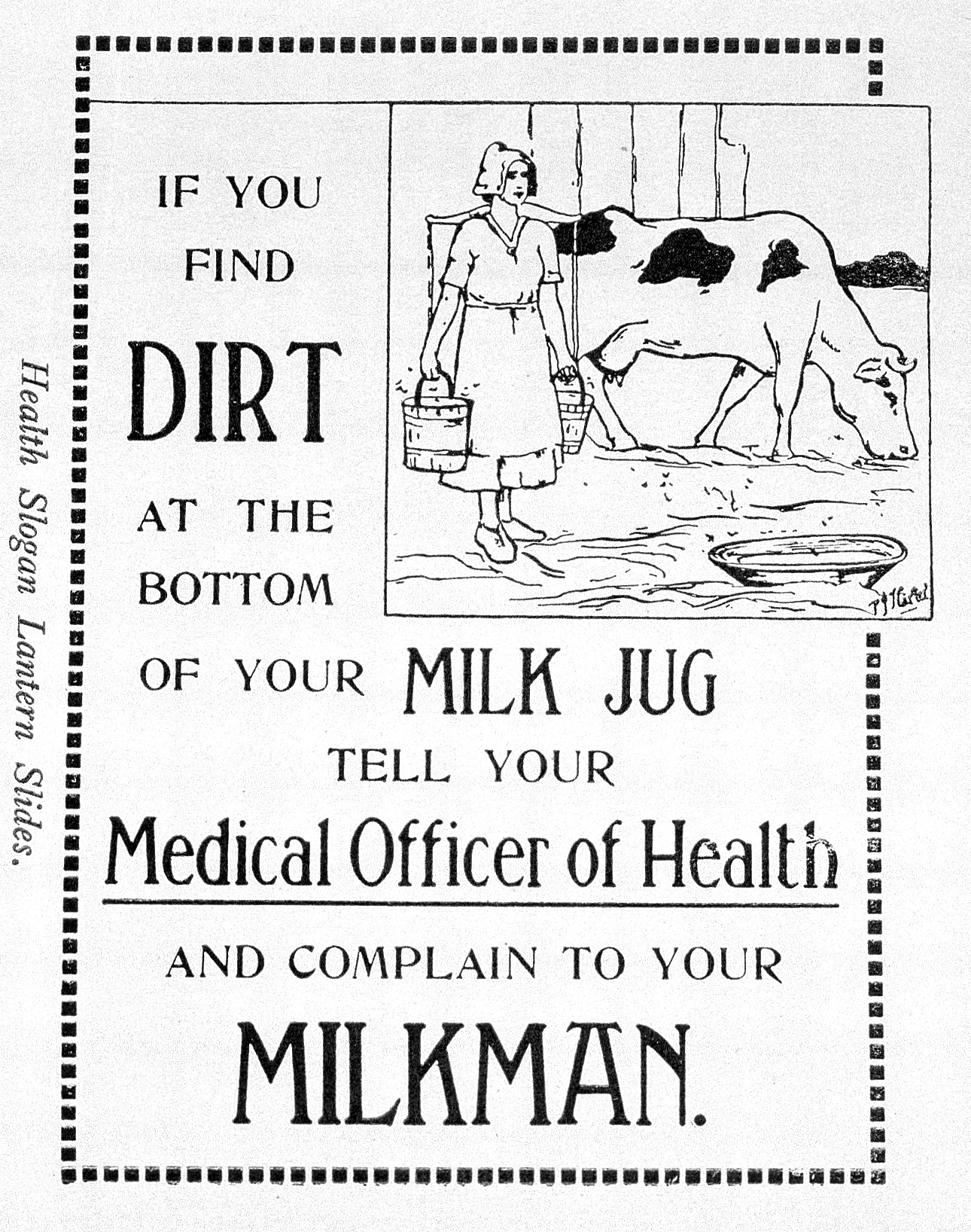
Anunț englezesc: „Dacă găsiți murdărie pe fundul ulciorului de lapte, anunțați medicul curant și faceți o reclamație lăptarului.”

Lăptarii au apărut în Marea Britanie în jurul anului 1860, când primele căi ferate au permis ca laptele proaspăt să ajungă în localitățile din provincie. Până în 1880, laptele era livrat în sticle. Până în 1975, 94% din lapte era în sticle de sticlă, dar în 1990, supermarketurile au început să ofere recipiente din plastic și carton, reducând laptele îmbuteliat de la 94% la 3% până în 2016. În secolul al XX-lea, livrarea laptelui în zonele urbane din Europa a fost realizată de un vehicul electric numit milk float.

## Umor
În cultura anglofonă, glumele cu lăptari exploatează teama de adulter și paternitate eronată. Această clasă de glume își are rădăcinile în prima parte a secolului al XX-lea, înainte de disponibilitatea regulată a laptelui în supermarketuri. La acea vreme, laptele în sticle de sticlă era livrat direct la casele clienților de către lăptari, în general dimineața (moment în care se colectau și sticlele goale). De obicei, bărbații erau principalii susținători financiari ai familiilor lor, în timp ce femeile aveau tendința de a rămâne acasă pentru a avea grijă de copii și de casă. Întrucât lăptarul vizita casa la o oră la care soțul era plecat la serviciu, acest lucru crea o situație oportună pentru adulter.
Sunt cunoscute glume similare care se referă la alte profesii, cum ar fi poștașii, instalatorii, șoferii care livrează pizza și cei care curăță piscinele.